# Bostar (ambaixador)
Bostar fou un polític cartaginès. Fou enviat per Hanníbal com a ambaixador a Filip V de Macedònia (215 aC) però el vaixell en el qual viatjava fou capturat pels romans i els ambaixadors enviats presoners a Roma. Alguns pensen que fou alliberat i que més tard fou governador de Càpua nomenat per Hannó (211 aC).